# Gentleman cambrioleur
Gentleman cambrioleur és una pel·lícula de curtmetratge francesa del 1958 dirigida per Louis Cuny. És el vuitè de la sèrie de curtmetratges coreogràfics rodats per Louis Cuny amb els Ballets de l'Étoile de Jean Laurent.

## Argument
Un atracador es compromet a robar les joies de la clienta d'un palau.

## Repartiment
- Tessa Beaumont
- Gérard Ohn
- Derek Mendel

## Premis
- 1958: Menció especial al Festival Internacional de Cinema de Sant Sebastià 1958[2]